# Jacob Mulee
Jacob Mulee (ur. 1968) - były kenijski piłkarz grający na pozycji obrońcy, a następnie trener piłkarski. Dwukrotnie pełnił funkcję selekcjonera reprezentacji Kenii.

## Kariera trenerska
Po zakończeniu kariery piłkarskiej Mulee został trenerem. Wraz z zespołem Tusker FC z Nairobi dwukrotnie wywalczył mistrzostwo Kenii w latach 1999 i 2000. W latach 2001–2002 był asystentem Reinharda Fabischa w reprezentacji Kenii, a w latach 2003-2004 sam został jej selekcjonerem i poprowadził ją w Pucharze Narodów Afryki 2004. W 2006 roku był asystentem Bernarda Lamy w kadrze narodowej, a w latach 2007-2008 ponownie był jej selekcjonerem, podobnie jak w 2010 i w latach 2020-2021.